# Holorusia nigrofemorata
Holorusia nigrofemorata är en tvåvingeart som först beskrevs av Alexander 1967.  Holorusia nigrofemorata ingår i släktet Holorusia och familjen storharkrankar. Inga underarter finns listade i Catalogue of Life.